# Jianghan
Der Stadtbezirk Jianghan (chinesisch 江漢區 / 江汉区, Pinyin Jiānghàn Qū) ist ein Stadtbezirk in der chinesischen Provinz Hubei. Er gehört zum Verwaltungsgebiet der Unterprovinzstadt Wuhan. Jianghan hat eine Fläche von 33,43 km² und zählt 729.800 Einwohner (Stand: Ende 2019).